# Anévrisme du septum interatrial
 Mise en garde médicale
L'anévrisme du septum interatrial (ASIA), ou (inter)auriculaire, est une malformation cardiaque du tissu de soutien de la fosse ovale qui se manifeste par une protrusion du septum interatrial dans l'une ou l'autre des oreillettes lors du cycle cardiorespiratoire.
Ce trouble est souvent associé à un foramen ovale perméable (FOP) mais pas nécessairement.
Le diagnostic s'établit par échocardiographie transthoracique (ETT) ou transœsophagienne (ETO). L'ASIA est diagnostiqué chez 4 à 15 % des patients examinés par ETO pour un accident vasculaire ischémique cérébral.
Il s'agirait principalement d'une malformation congénitale mais elle peut aussi être causées par les différences de pression entre les deux atria.
La malformation augmente le risque d'embolie artérielle périphérique et d'accident vasculaire cérébral ischémique.